# 擂茶
擂茶是客家菜中一種介於茶飲和粥之間的餬類食物，把茶葉、穀物和其他食材磨碎後沖入熱水食用。也流傳於湖南和有客家移民的海外地區。類似的食物有茶泡飯和麵茶。

## 客家地區

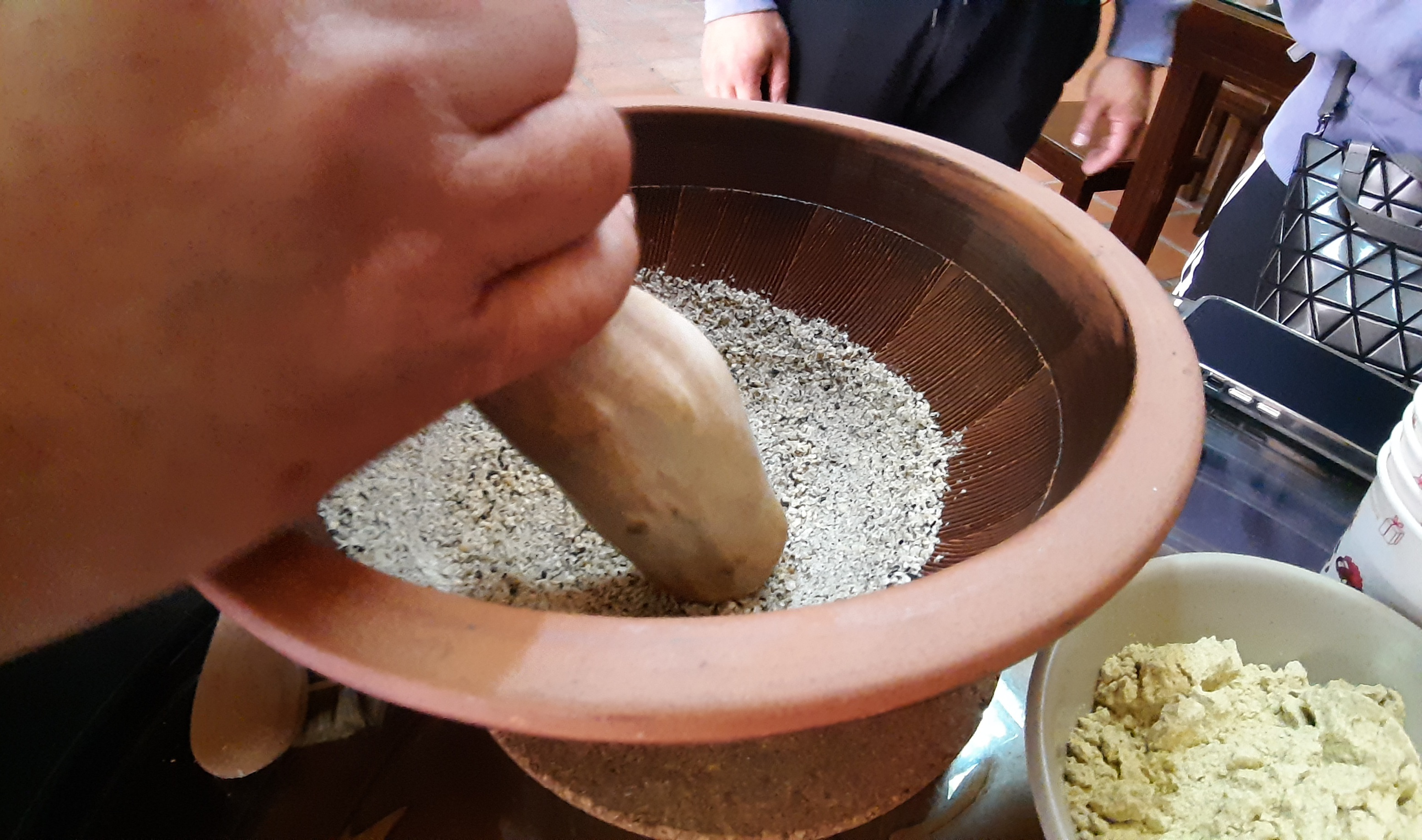
制作擂茶

客家擂茶是传统的食俗。客家擂茶源于中原地区，南宋诗中有“渐近中原语音好，见客擂蔴旋点茶”句。
近代作家汪曾祺先生引用成書於南宋端平二年的《都城紀勝．茶坊》中出現的「冬天兼賣擂茶」、「冬月添賣七寶擂茶」、「杭州人一天吃三十文木頭」說明歷史上南宋偏安，人口眾多，擂茶相當普及，甚至日耗大量木質棗擂杵。
客家擂茶是客家文化的重要組成部分之一，客家人更把擂茶帶到了台灣。
保留客家擂茶古朴习俗的地方有：
江西省的赣县、宁都、石城、兴国、吉安、于都、瑞金等；
福建省的将乐、泰宁、宁化等地；
广东省的揭西、陆河、清远、英德、海丰、汕尾、惠来、五华等地；
广西的贺州黄姚、公会、八步等地。
客家人热情好客，传统上擂茶是客家族群招待貴賓所用的茶點也是最普遍的礼节。不论是婚嫁喜庆，还是亲朋好友来访，即请喝擂茶。客家擂茶不單飽肚，還可解渴。客家人制擂茶，以妇女见长。廣東、廣西客家人的傳統做法，一般用小米、花生、芝麻、生薑、黃豆等食材經複雜手續加工而成，呈粉末狀。食用時沖入開水調勻成糊狀，或加入涼水在鐵鍋中煮開調勻。
具獨特的香味，微咸，美味可口。客家擂茶文化在福建的客家人中亦有分布，主要有两处：一是宁化县，一是将乐县。其中将乐县的擂茶在民俗中尤其重要。民间的各类喜庆节日、红白事项、交友往来，平常待客，乃至日常生活，均离不开它。在交往方面，它比酒席更宽广、层次更丰富。邀请的客人可以是亲戚、朋友、同事，甚至可以是朋友的朋友、过往的路人。该地人情味极浓，与客家的擂茶文化有关。将乐擂茶以芝蔴、茶叶为主料，佐以少量桂皮、桔皮等香料，夏秋季节，有时还用少量青草药，用微量水擂烂原料成糊状后，冲入稍凉后的沸水，成悬浮液。平日间，三五朋友，隔壁邻居，小擂小饮；遇喜庆事，或春日擂茶，客人一拨接一拨，流水席，加配满桌花生、瓜子、炒笋、油粿等小菜，常要安排一天时间，大喜庆如结婚等，有连擂两三天的。

## 台灣

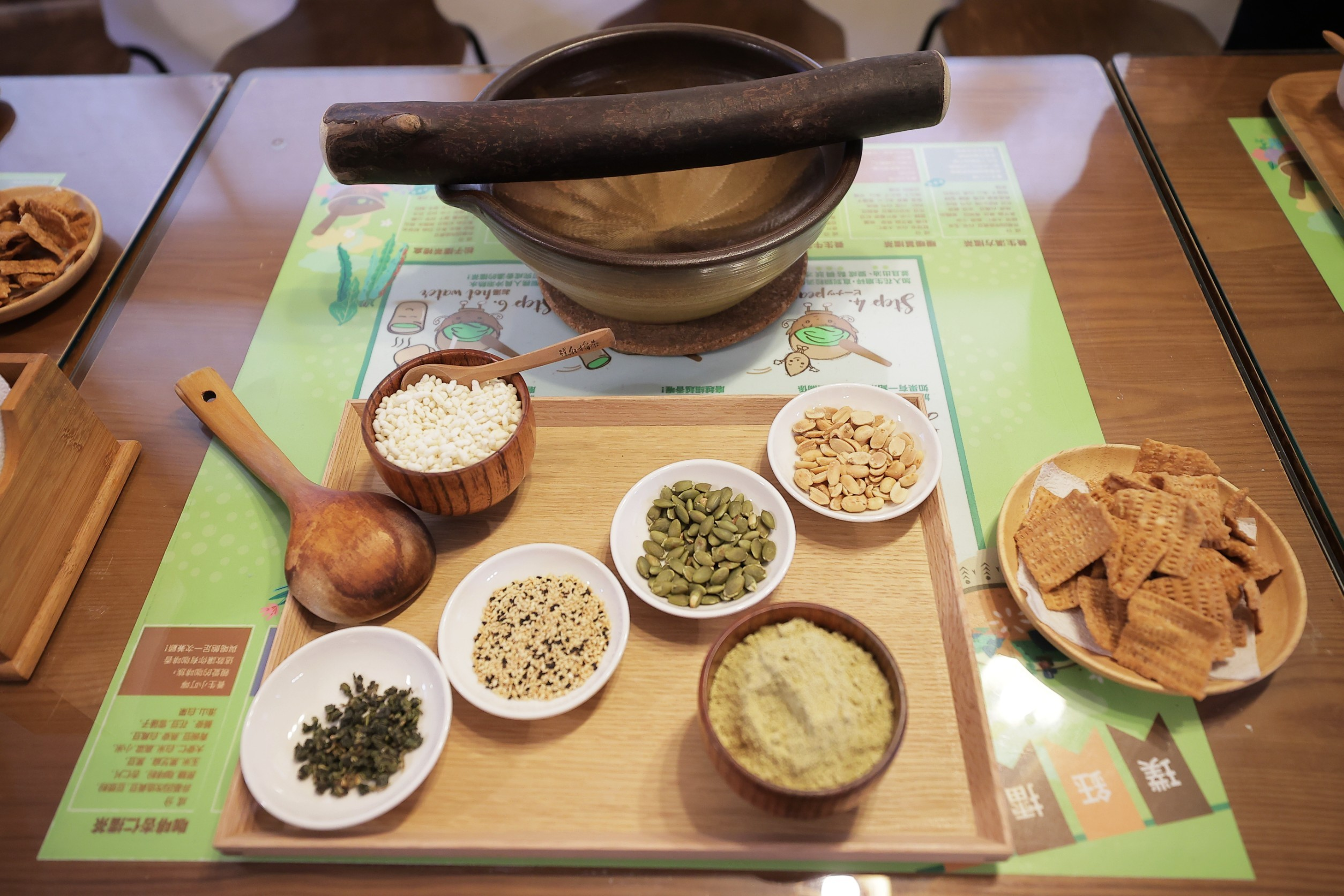
北埔擂茶

第二次世界大戰結束後，客家擂茶隨著廣東省揭西縣河婆鎮的客家移民傳入台灣客家地區，在民國初年的台灣，物資匱乏，客家人使用擂茶材料來替代缺乏的奶水，成為嬰幼兒的主食替代品。日後也成為觀光景點推廣的客家美食之一，例如北埔老街的客家擂茶就是加入了藏族酥油茶特色而聞名於世。

## 湖南
湖南擂茶則可能发源于湖南桃源县马石村。湖南的擂茶文化主要流传于中國大陸湖南省的益阳、常德、張家界和湘西等地，起于汉、盛于明清。湖南擂茶一般用大米、花生、芝麻、绿豆、食盐、茶叶、山苍子、生姜等为原料，用擂钵捣烂成糊状，冲开水和匀，加上炒米，清香可口。湖南擂茶在其內部又分為安化擂茶、桃江擂茶、武陵擂茶和土家族擂茶，其製作方法、原料和口味又各不相同。湖南擂茶具有生津止渴，清热解毒，消炎去疾之功能，又能飽肚，是湖南人待客時和宴會節日的上乘飲品。

## 馬來西亞
擂茶是馬來西亞新村文化中的一環。新村是馬來西亞華人的聚居地，它間接促進了馬來西亞華人傳統文化的流傳。飄洋過海的客家人把他們故鄉的擂茶帶入馬來西亞，加入當地的食材，形成新馬一帶獨特的擂茶文化。馬來西亞霹靂州的雙溪古月、也南、拱橋等地都保留了許多河婆客家新村，這些地方保留了過去新村擂茶的古早風味。而霹靂州的怡保也享有「擂茶的故鄉」的美譽。

## 世界各地
如今擂茶已经传遍全亚洲如：新加坡，马来西亚，印尼，台湾